# Walheim (Aachen)
Die ehemals eigenständige Gemeinde Walheim nördlich der Eifel gehört seit der kommunalen Neugliederung von 1972 zur Stadt Aachen. Walheim ist seither der größte Ort im Stadtbezirk Kornelimünster/Walheim. Mit zahlreichen Geschäften ist es ein kleines Subzentrum im Aachener Süden.

## Geschichte

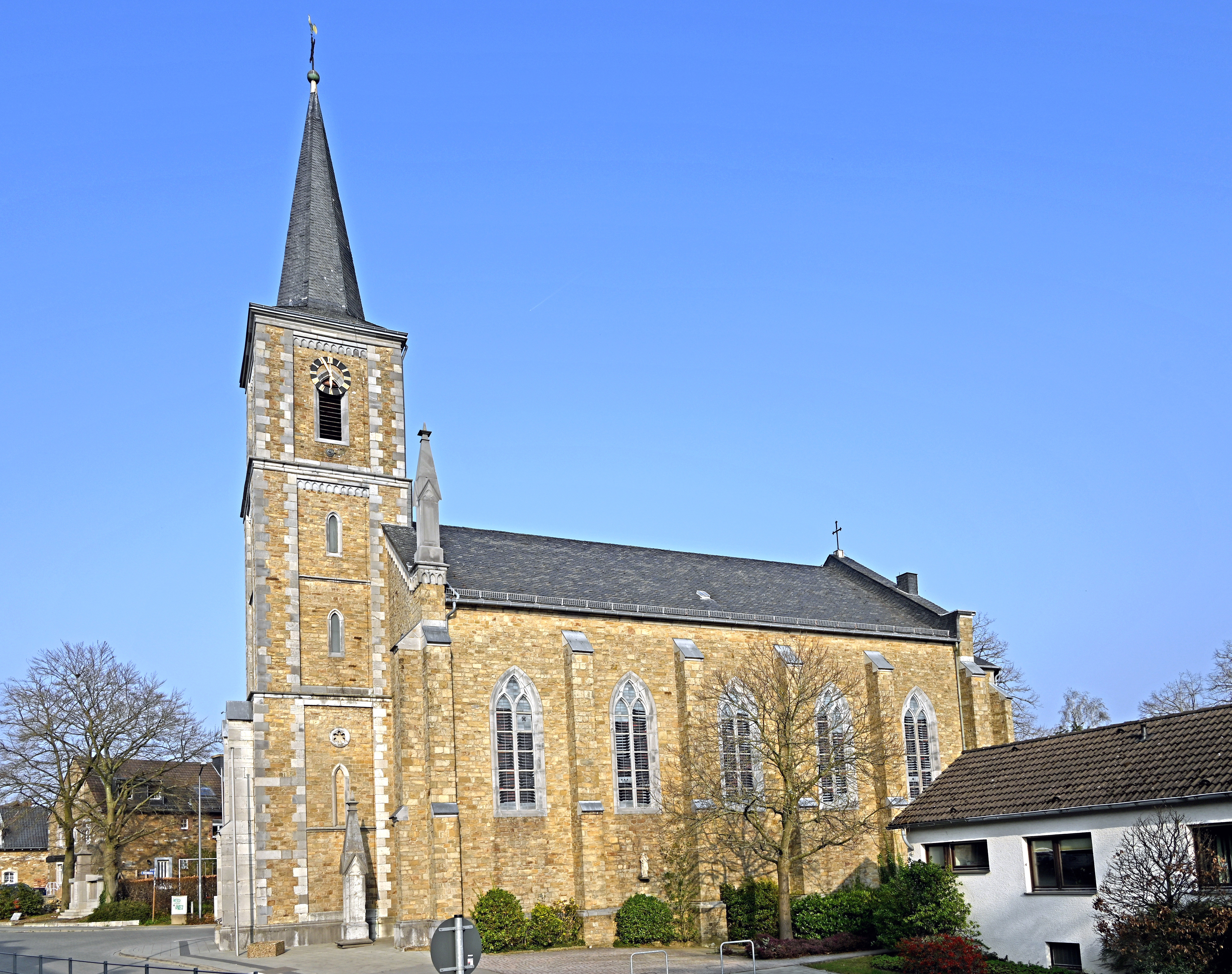
Annakirche

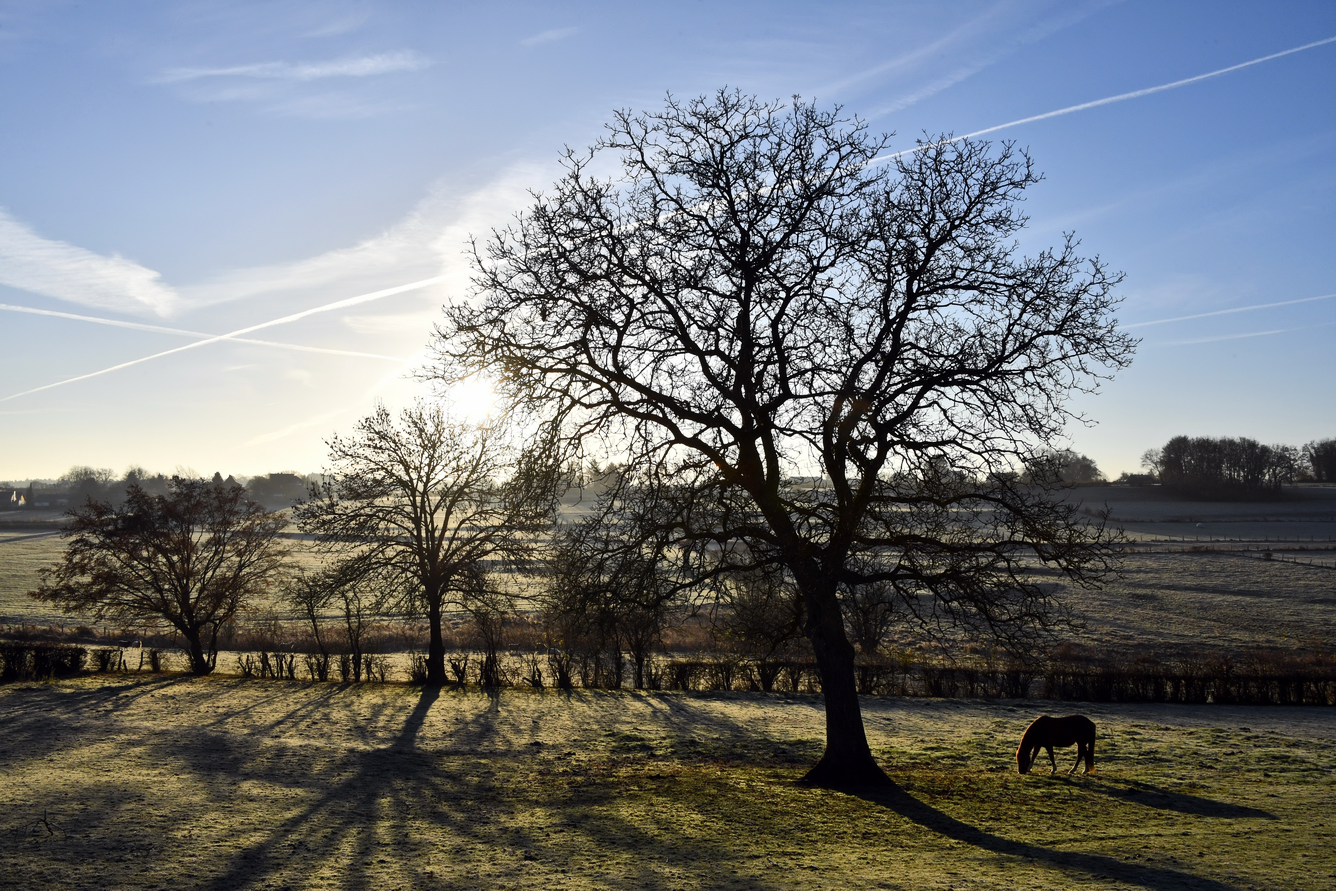
Blick von der Walheimer Straße

1971 plädiert Walheim zusammen mit Breinig, Mulartshütte, Roetgen, Venwegen und Kornelimünster für die Bildung einer Gemeinde Münsterland. Doch das Kornelimünsterer Gebiet wurde am 1. Januar 1972 mit dem Aachen-Gesetz aus siedlungsgeografischen Erwägungen wie folgt aufgeteilt: Kornelimünster/Walheim wird ein Stadtbezirk von Aachen, Breinig und Venwegen gehen an Stolberg.
Aus Mulartshütte, Rott und Roetgen wird die Gemeinde Roetgen gebildet – mit 8000 Einwohnern die deutlich kleinste Kommune im Kreis Aachen (seit 2009 Städteregion Aachen).

## Städtepartnerschaft

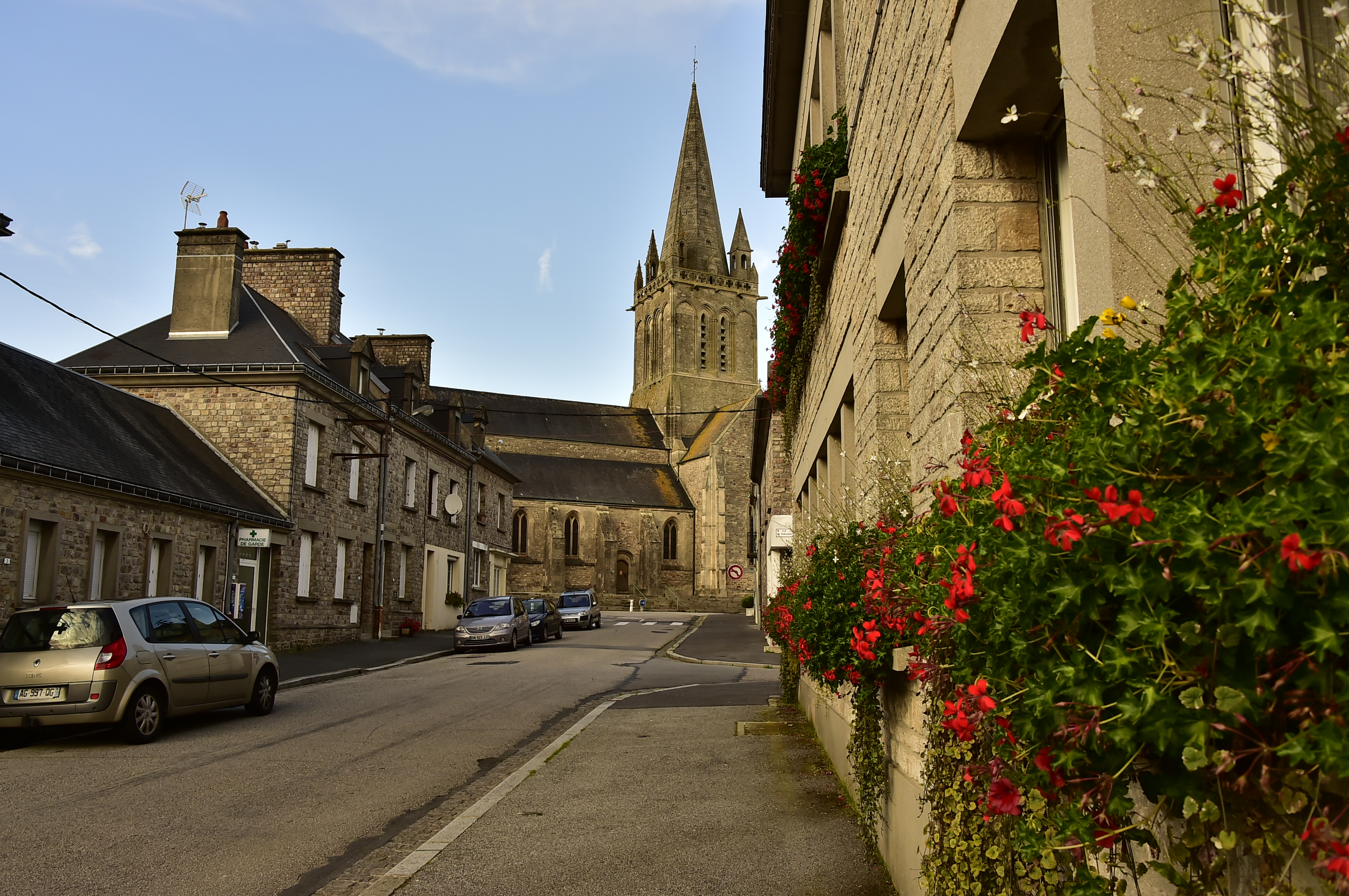
Partnerstadt Montebourg

Seit 1960 besteht eine Partnerschaft mit Montebourg (Normandie/F), die nach der Eingemeindung 1972 durch den Aachener Stadtbezirk Kornelimünster/Walheim gepflegt wird. Sie ist damit die älteste Städtepartnerschaft Aachens. Die Städtepartnerschaft wird auf französischer Seite von der Association d’Échanges Culturels et Sportifs Comité de Jumelage MONTEBOURG-WALHEIM und auf deutscher Seite vom Jumelage-Komitee Aachen-Walheim-Montebourg e. V. gepflegt.
Montebourg war im Zweiten Weltkrieg heftig zwischen den US-Amerikanern und den Deutschen umkämpft. Die Stadt liegt in unmittelbarer Nähe des Invasionsstrandes Utah Beach, an dem am 6. Juni 1944 die Invasion stattgefunden hatte.
Generationen von Jugendlichen aus Walheim und Montebourg haben seit 1960 an den angebotenen Jugendaustauschprogrammen teilgenommen.

## Verkehr

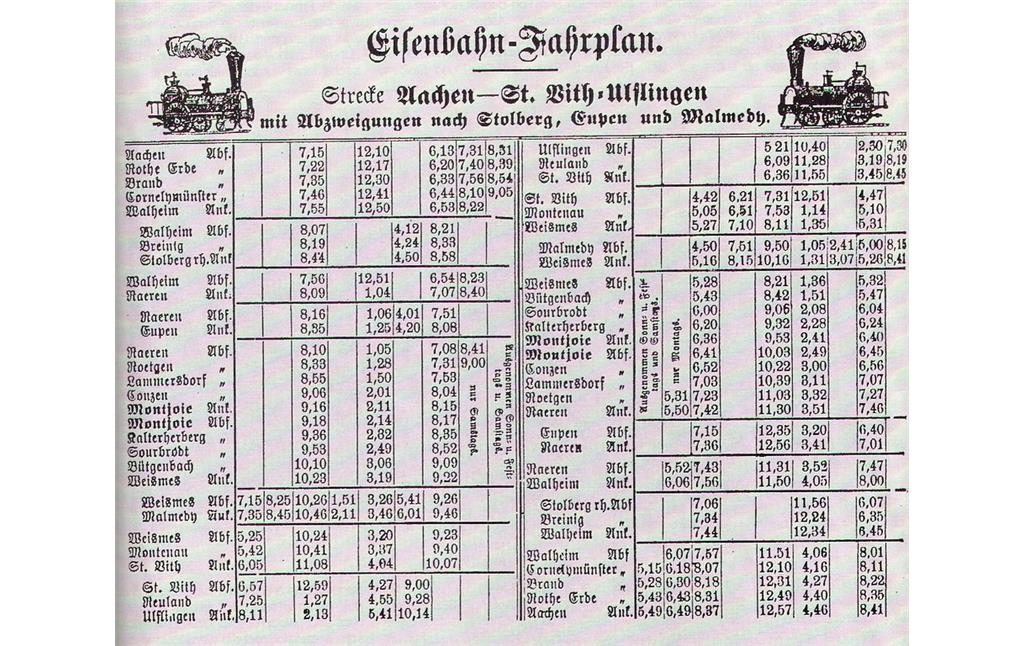
Schienenverkehrsverbindung nach Aachen usw. um 1890

Walheim liegt an der L 233 von Aachen in die Eifel. Von der A 44 (E 40) /B 258 ist der Ort über die Ausfahrten Lichtenbusch und Aachen-Brand zu erreichen.
Die Bahnhöfe Aachen Hbf und Aachen-Rothe Erde sind beide etwa 10 km entfernt. Der ehemalige Bahnhof Walheim liegt an der stillgelegten  Vennbahnstrecke Aachen-Ulflingen und der Eisenbahnstrecke nach Stolberg (Bahnstrecke Stolberg–Walheim) die zwar noch befahrbar, aber für den allgemeinen Schienenverkehr z. Zt. gesperrt ist. Seit 2013 wurde die Vennbahnstrecke von Aachen-Rothe-Erde bis Luxemburg zum Vennbahn-Radweg umgebaut.
Im ÖPNV bildet Walheim einen Knotenpunkt der Buslinien entlang der L 233 bzw. im weiteren Verlauf B 258 Richtung Eifel, aus Richtung Aachen-Burtscheid/Oberforstbach und aus Breinig und wird von den ASEAG-Buslinien 11, 16, 35, 46, 66, X35 und SB66 im AVV angefahren. Darüber hinaus kann der NetLiner Aachen Süd am Wochenende gebucht werden. Er verbindet Walheim mit Friesenrath, Sief, Schmithof und Lichtenbusch. Er fährt samstags von 7:30 bis 22:30 und sonntags von 8:30 bis 22:30 Uhr. Zusätzlich verkehren in den Nächten vor Samstagen sowie Sonn- und Feiertagen die Nachtexpresslinien N1 und N60.
| Linie               | Verlauf |
| ------------------- | --- |
| 11                  | Walheim Hasbach – Walheim – Nütheim – Schleckheim – Oberforstbach / Oberforstbach Gewerbegebiet – Lichtenbusch – Waldfriedhof – Burtscheid – Marienhospital – Aachen Hbf – Misereor – Elisenbrunnen – Aachen Bushof – Ludwig Forum – Talbot – Haaren – Würselen Kaninsberg – Weiden – Vorweiden – Linden-Neusen – (Broich –) Broicher Siedlung – Blumenrath – Montanstraße – Mariadorf – Hoengen |
| 16                  | Aachen Bushof – Bf Rothe Erde – Tierpark – Forster Linde – Lintert – Hitfeld – Oberforstbach – Schleckheim – (Pascalstr. –) Nütheim – Walheim – Schmithof – Sief (– Lichtenbusch) |
| 35                  | Vaals Grenze – Vaalserquartier – Westfriedhof – Schanz – Elisenbrunnen – Aachen Bushof – Kaiserplatz – Bf Rothe Erde – Forst – Brand – Kornelimünster – Walheim – Hahn – Breinig |
| 46                  | Aachen Bushof – Bf Rothe Erde – Tierpark – Forster Linde – Lintert – Hitfeld – Oberforstbach – Schleckheim – Nütheim – Walheim – Hahn – Venwegen Abzweigung – Breinig Entengasse –Mulartshütte – Rott – Dreilägerbachtalsperre – Roetgen Post |
| 66                  | Während der Sperrung der B258 in Konzen wird Konzen nur vom Schülerverkehr und vom NetLiner bedient. Aachen Bushof – Kaiserplatz – Josefskirche – Bf Rothe Erde – Forst – Brand – Kornelimünster – Walheim – Friesenrath – Roetgen –Konzen Bf. – Breitestr. – Am Gericht – Imgenbroich – Monschau |
| X35                 | Expressbus: Elisenbrunnen – Aachen Bushof – Kaiserplatz – Bf Rothe Erde – Brand – Kornelimünster – Walheim – Hahn |
| SB66                | Während der Sperrung der B258 in Konzen wird Konzen nur vom Schülerverkehr und vom NetLiner bedient. Schnellbus: Aachen Bushof – Kaiserplatz – Scheibenstraße – Bf Rothe Erde – Brand – Kornelimünster – Walheim – Friesenrath – Roetgen – Konzen Bf. – Breitestr. – Am Gericht – Imgenbroich – Monschau |
| N1                  | Nachtexpress: nur in den Nächten vor Samstagen sowie Sonn- und Feiertagen Elisenbrunnen → Aachen Bushof → Kaiserplatz → Josefskirche → Bf Rothe Erde → Forst → Brand → Kornelimünster → Walheim → Schleckheim → Oberforstbach → Burtscheid → Marienhospital → Theater → Elisenbrunnen |
| N60                 | Während der Sperrung der B258 kann der Nachtexpress in Konzen nur die Haltestellen Konzen Bf. und Breitestr. bedienen. Aus Zeitgründen kann Imgenbroich nicht bedienen. Nachtexpress: nur in den Nächten vor Samstagen sowie Sonn- und Feiertagen Aachen Hauptbahnhof → Elisenbrunnen → Aachen Bushof → Kaiserplatz → Josefskirche → Bf Rothe Erde → Forst → Brand → Kornelimünster → Walheim → Hahn → Rott → Roetgen → Lammersdorf → Rollesbroich → Witzerath → Simmerath → Strauch Am Roßbach → Kesternich → Am Gericht → Konzen Breitestr. → Konzen Bf. → Roetgen → Friesenrath → Walheim |
| NetLiner Aachen-Süd | NetLiner: Fährt 30 min. nach der Buchung. Fährt an Samstagen von 07:30–22:30 Uhr, an Sonn- und Feiertagen von 08:30–22:30 Uhr. Bedient: Walheim, Schmithof, Sief, Lichtenbusch |

## Ausflugsziele

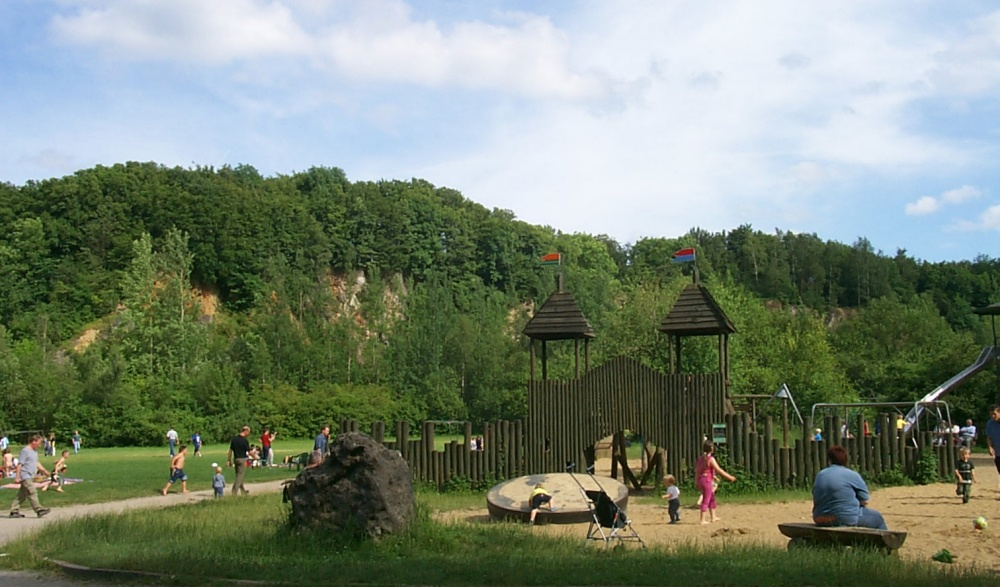
Freizeitgelände Walheim

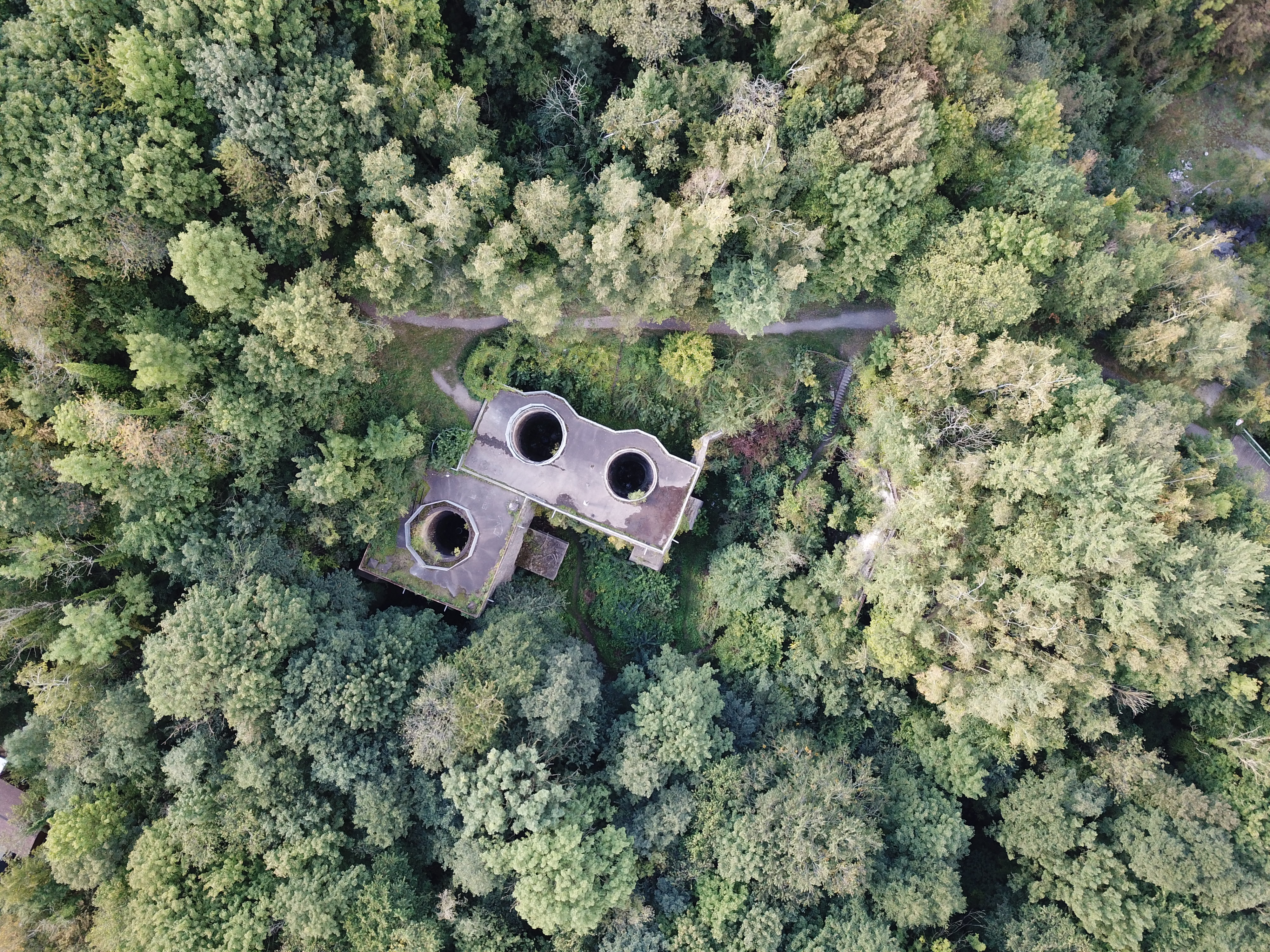
Kalkofenanlagen in Walheim

- Auf dem Kalkofenweg können mehrere alte Kalköfen der Kalkofenanlagen Walheim/Kornelimünster besichtigt werden.
- Der große Steinbruch im Südosten Walheims fasst heute das Freizeitgelände Walheim mit großem Spielplatz, Minigolf, Grillplatz, Liegewiese usw. Seit Sommer 2005 ist er auch über den Vennbahnradweg zu erreichen, der an der Zufahrt zum Freizeitgelände endet.
- Naturschutzgebiet Walheim

## Eifelsteig
Der in Kornelimünster beginnende 313 km lange Wanderweg Eifelsteig führt von Hahn kommend durch das Freizeitgelände weiter nach Friesenrath. Die Wanderstrecke führt durch die Eifel und endet in der ehemaligen römischen Kaiserstadt Trier.

## Vennbahn
Die ehemalige Bahntrasse der Vennbahn, die über 100 Jahre Aachen mit Luxemburg verband, ist heute ein beliebter Geh- und Radwanderweg der durch Walheim führt. Der Bahnhof Walheim sowie die Gleisanlagen sind erhalten und werden durch den Verein „Eisenbahnfreunde Grenzlandfreunde“ gepflegt.
Der Vennbahnradweg ist mit seiner 125 km langen Strecke einer der längsten Bahntrassenradwege Europas. Der euregionale Radwanderweg führt von Deutschland über Belgien nach Luxemburg.

## Sport
Vier Sportvereine gibt es in Walheim: Aachen EUREGIO Sports e. V., TSV Hertha Walheim, TV Aachen-Walheim und den FC Walheim 2018 e. V.:
- Aachen EUREGIO Sports bietet ein vielseitiges Sportangebot für alle Altersgruppen an. Aerobic, Badminton, Fit&Fight, Fußball, Laufen, Kinderturnen, Taekwondo und Wandern gibt es im Angebot. Seit 2014 ist der Aachen EUREGIO Sports anerkannter Stützpunktverein „Integration durch Sport“.
- Die TSV Hertha Walheim wird von ihrer ersten Männermannschaft in der 1. Judo-Bundesliga vertreten. Deren 1. Fußball-Mannschaft spielte in der Landesliga, die A-Jugend in der Mittelrheinliga und die B-Jugend in der Bezirksliga. Die Fußballer des TSV Hertha Walheim haben nach Ende der Saison 2020/2021 den Spielbetrieb eingestellt. Darüber hinaus bietet der Verein Basketball, Tennis, Badminton, Ringen und Freizeitsport an.
- Der TV Aachen-Walheim wird in der 2. Ringerbundesliga-West durch seine 1. Mannschaft vertreten und hat Freizeitsport, Karate, Radsport und Ringen in seinem Angebot
- Der FC Walheim wurde 2018 gegründet und ist ein reiner Fußballverein. In der Saison 2019/2020 wurde der Aufstieg in die Kreisliga C geschafft.[6]

## Regelmäßige Veranstaltungen

### Erntedankzug
Über die Grenzen Aachens hinaus bekannt ist der traditionelle Erntedankzug. Er findet jedes Jahr am 1. Sonntag im Oktober statt. Die Teilnehmer kommen aus Belgien, den Niederlanden und aus dem Rheinland.

Erntedank 2016 in Aachen-Walheim
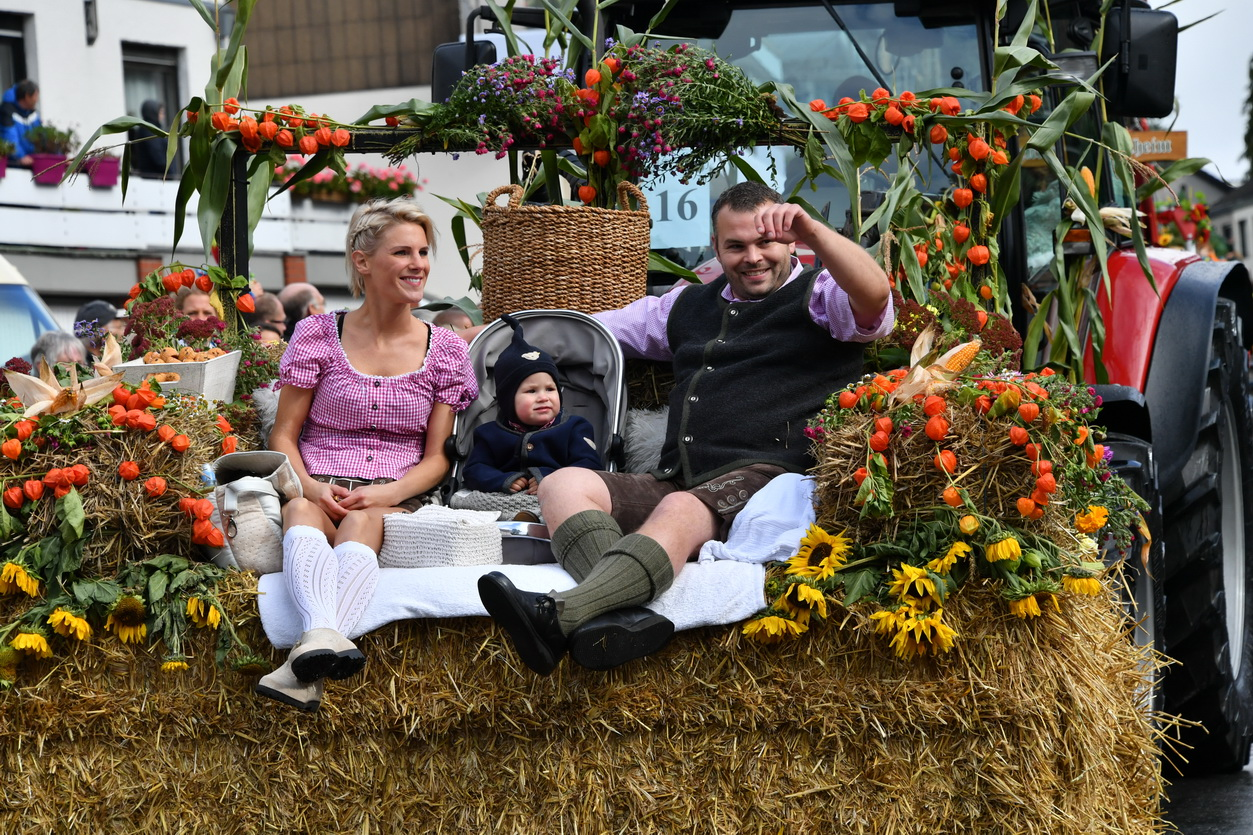
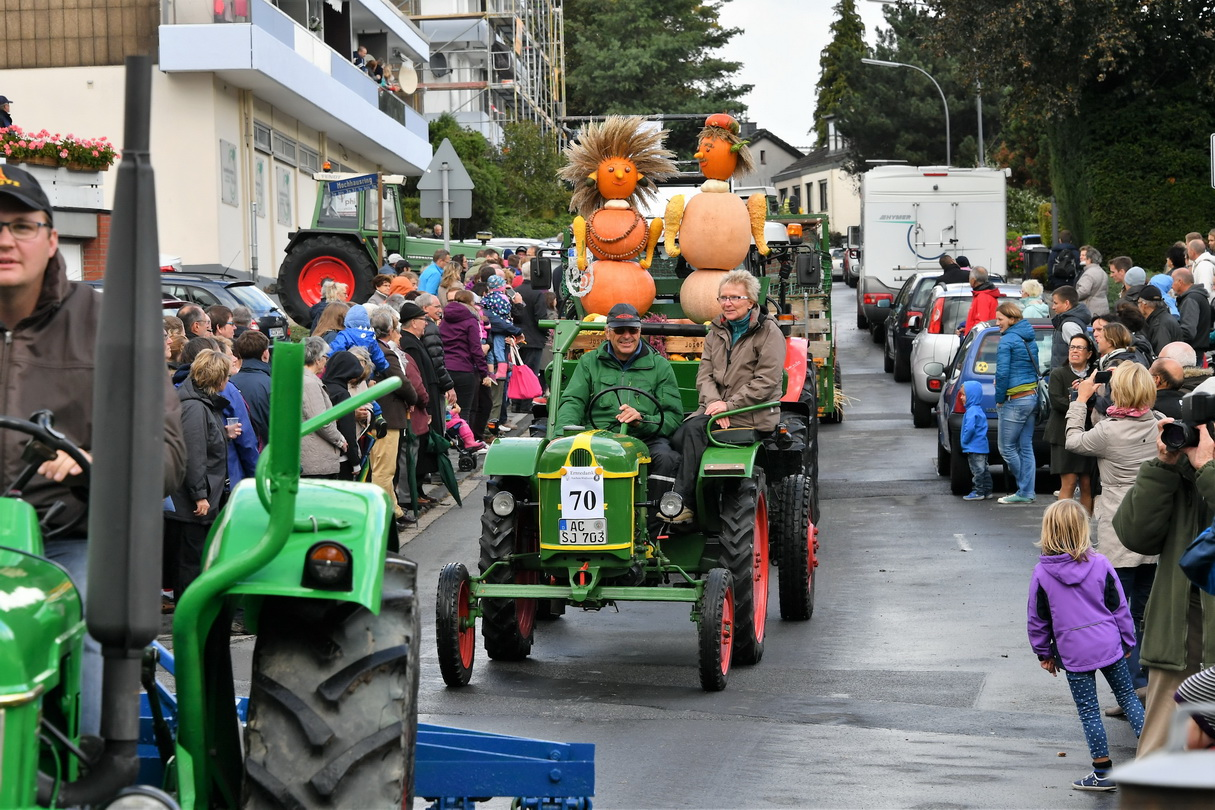
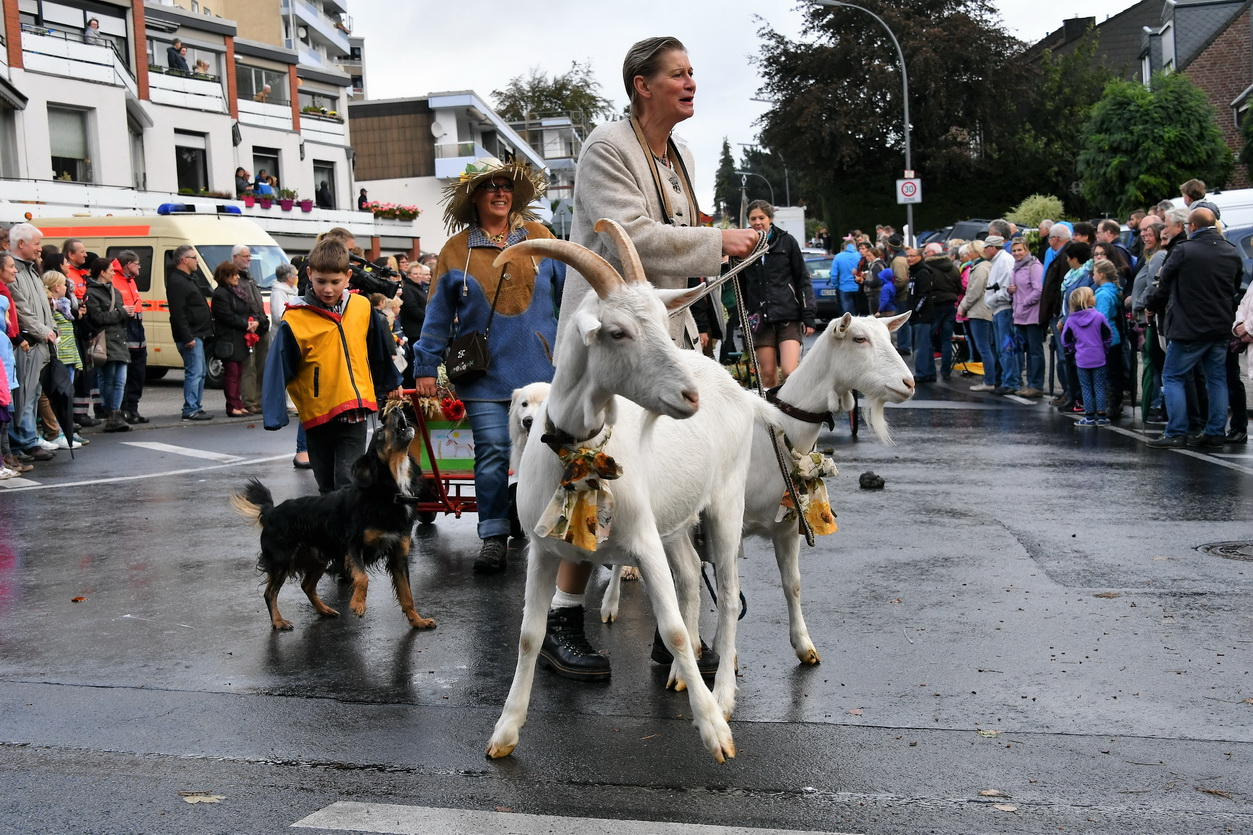
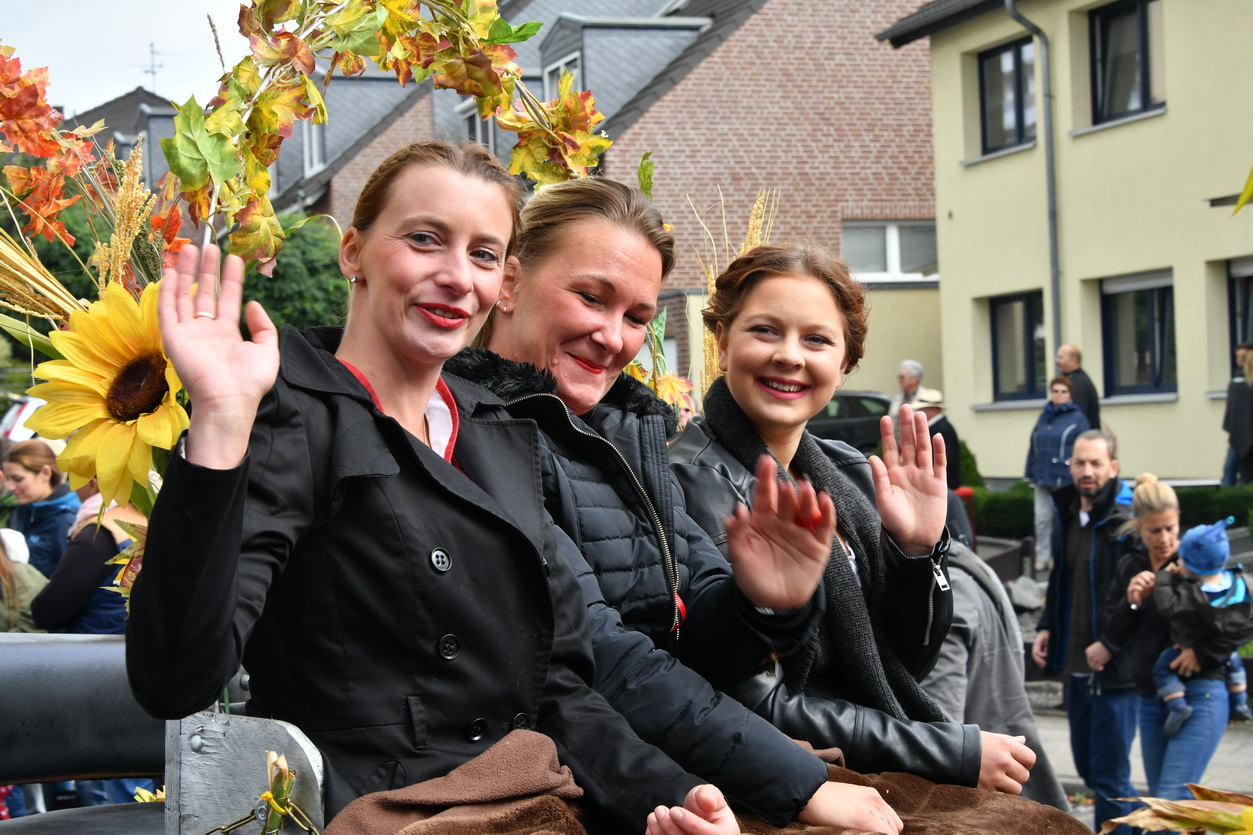
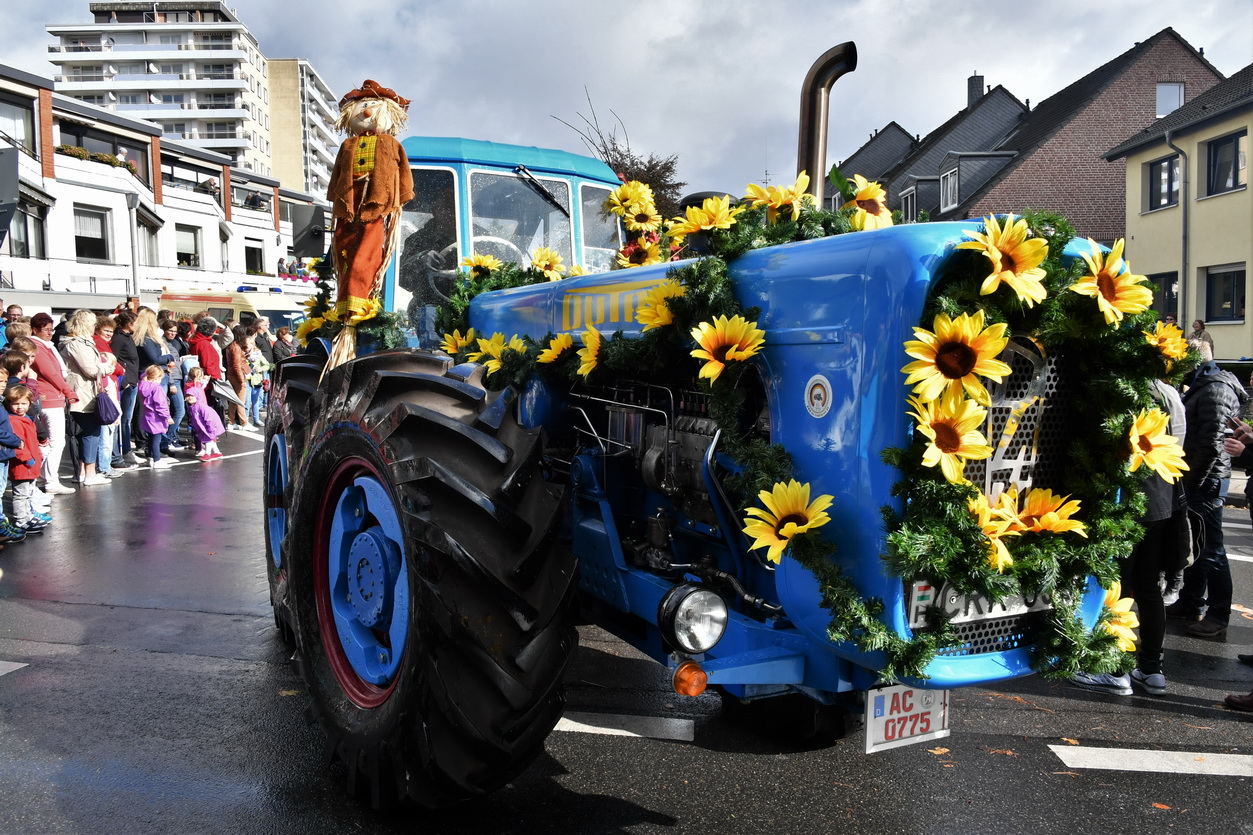

### Karneval
Die 1973 gegründete "Erste Walheimer KG" organisiert jährlich in der Karnevalszeit mehrere karnevalistische Sitzungen im Ortskern.

## Orte im Umkreis

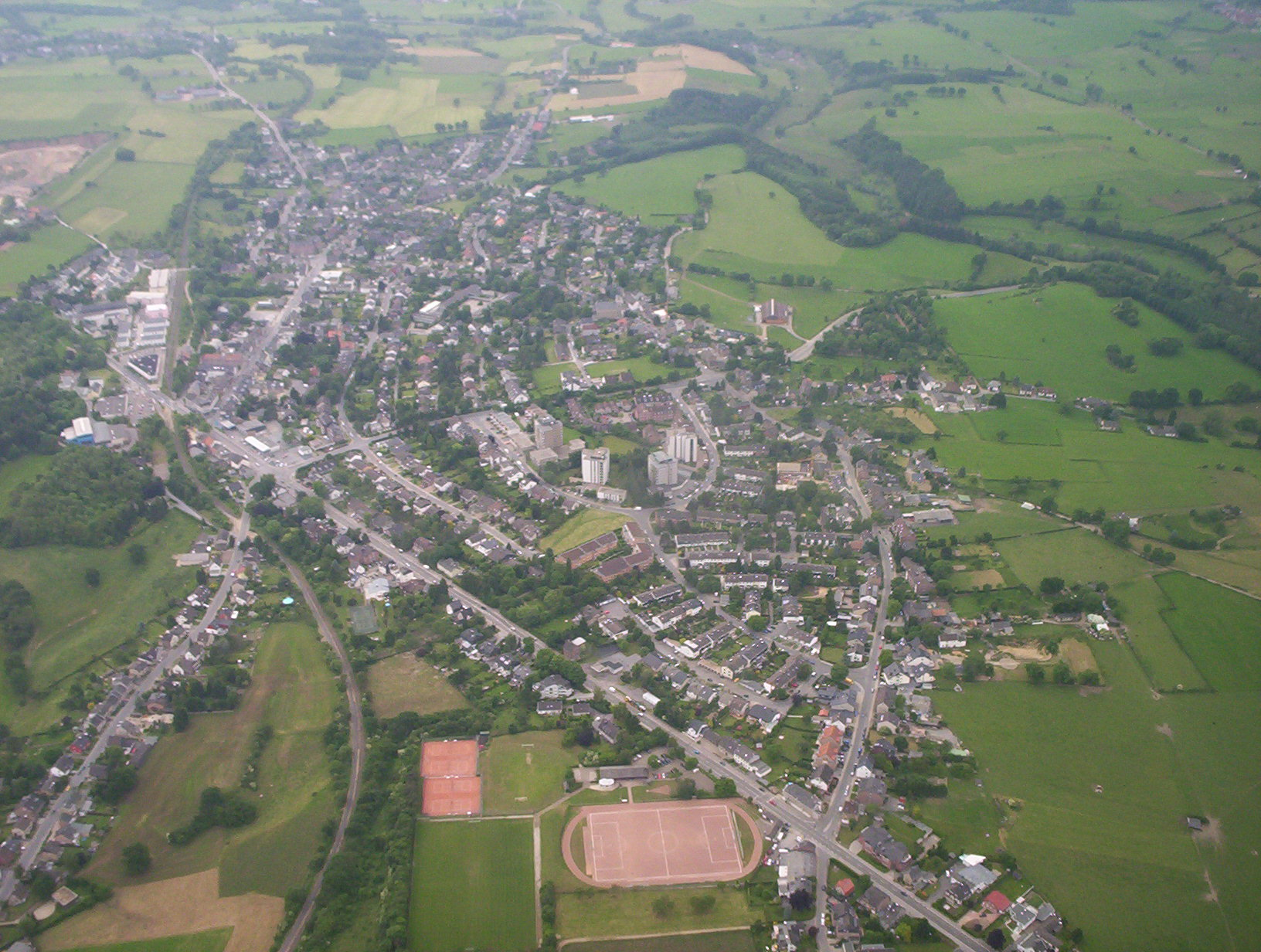
Luftaufnahme von Walheim 2005

Im Uhrzeigersinn, beginnend im Norden:
- Kornelimünster
- Hahn
- Friesenrath
- Schmithof
- Sief
- Nütheim

## Bekannte Walheimer
- Reinhold Münzenberg (1909–1986), deutscher Fußballnationalspieler
- Waltraut Kruse (1925–2019), Psychotherapeutin und ehemalige Bürgermeisterin der Stadt Aachen
- Walter Radermacher (* 1952), Statistiker, ehemaliger Präsident des Statistischen Bundesamtes und ehemaliger Generaldirektor von Eurostat
- Simon Oslender (* 1998), Jazz-Musiker und Pianist